# Felix
Felix je mužské křestní jméno latinského původu, v překladu znamená „šťastný“ nebo „šťastlivec“. Zastaralá podoba jména je Felicián. Podle českého kalendáře má svátek 1. listopadu. Ženskou podobou tohoto jména je Felicie, respektive Felixa.

## Statistické údaje
Následující tabulka uvádí četnost jména v ČR a pořadí mezi mužskými jmény ve srovnání dvou roků, pro které jsou dostupné údaje MV ČR – lze z ní tedy vysledovat trend v užívání tohoto jména:
| Rok       | Četnost   | Pořadí   |
| 1999      | 371       | 233.     |
| 2002      | 353       | 238.     |
| Porovnání | o 18 méně | o 5 hůře |
| 2006      | 338       | 289.     |

Změna procentního zastoupení tohoto jména mezi žijícími muži v ČR (tj. procentní změna se započítáním celkového úbytku mužů v ČR za sledované tři roky 1999–2002) je -4,1%, což svědčí o poměrně značném poklesu obliby tohoto jména.

## Felix v cizích jazycích
- Slovensky: Félix nebo Felicián
- Polsky: Feliks nebo Felicjan
- Rusky, německy, anglicky: Felix
- Srbsky: Feliks
- Italsky: Felice
- Francouzsky, maďarsky, španělsky: Félix

## Známí nositelé jména

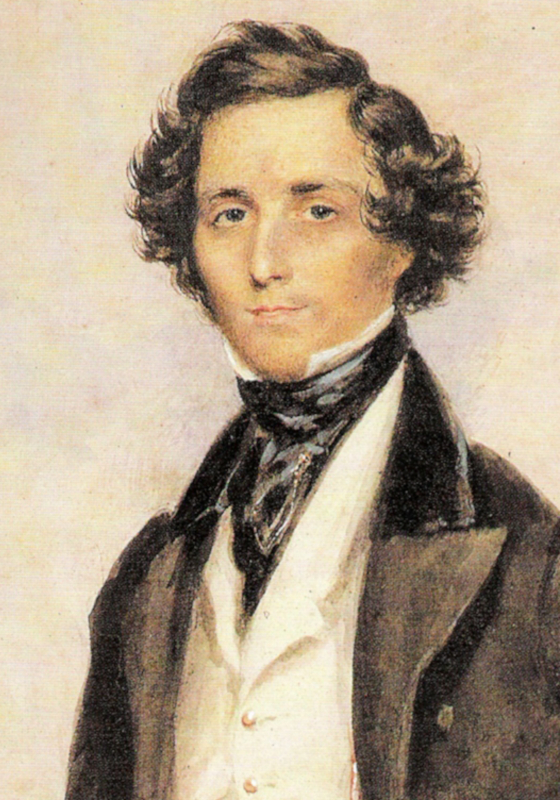
Skladatel Felix Mendelssohn-Bartholdy

### Svatí a blahoslavení
- sv. Felix I. († 274; svátek 30. prosince)
- sv. Felix z Nikósie (svátek 2. června)
- sv. Felix ze Sutri (200-257; svátek 23. června)
- sv. Felix a Adauctus († 303; svátek 30. srpna)
- sv. Felix Gironský († 304; svátek 1. srpna)
- sv. Felix z Valois (1127–1212; svátek 20. listopadu)
- sv. Felix z Cantalice (1515–1587; svátek 18. května)
- sv. Felix († 212; svátek 23. dubna)

### Papežové avzdoropapežové
- Felix I.
- Felix II.
  - Felix II. (vzdoropapež)
- Felix III.
- Felix IV.
  - Felix V.

### Panovníci a šlechtici
- Felix Bourbonsko-Parmský (1893–1970) – princ parmský a lucemburský
- Felix z Burgundska († 648) – první biskup ve Východní Anglii
- Felix Dánský (* 2002) – dánský princ
- Felix Felixovič Jusupov (1887–1967) – ruský kníže
- Félix Lucemburský (* 1984) – lucemburský princ
- Felix Habsbursko-Lotrinský (1916–2011) – rakouský arcivévoda a podnikatel

### Ostatní
- Felix Mendelssohn-Bartholdy (1809–1847) – německý skladatel
- Felix Bernstein (1878–1956) – německý matematik
- Felix le Breux (1918–1974) – český herec
- Felix Achille de la Cámara (1897–1945) – český spisovatel a producent
- Felix Edmundovič Dzeržinskij (1877–1926) – sovětský politik
- Felix Hausdorff (1868–1942) – německý matematik
- Felix Holzmann (1921–2002) – český komik
- Felix Kadlinský (1613–1675) – český spisovatel a překladatel
- Felix Klein (1849–1925) – německý matematik
- Felix Mitterer (* 1948) – rakouský dramatik a herec
- Felix Neureuther (* 1984) – německý lyžař
- Felix Slováček (* 1943) – český hudebník
- Felix Tauer (1893–1981) – český arabista, orientalista a překladatel
- Jan Brzák, zvaný Felix (1912–1988) – československý kanoista
- Felix Arvid Ulf Kjellberg, více známý jako PewDiePie (* 1989) – švédský youtuber

## Jiné použití jména

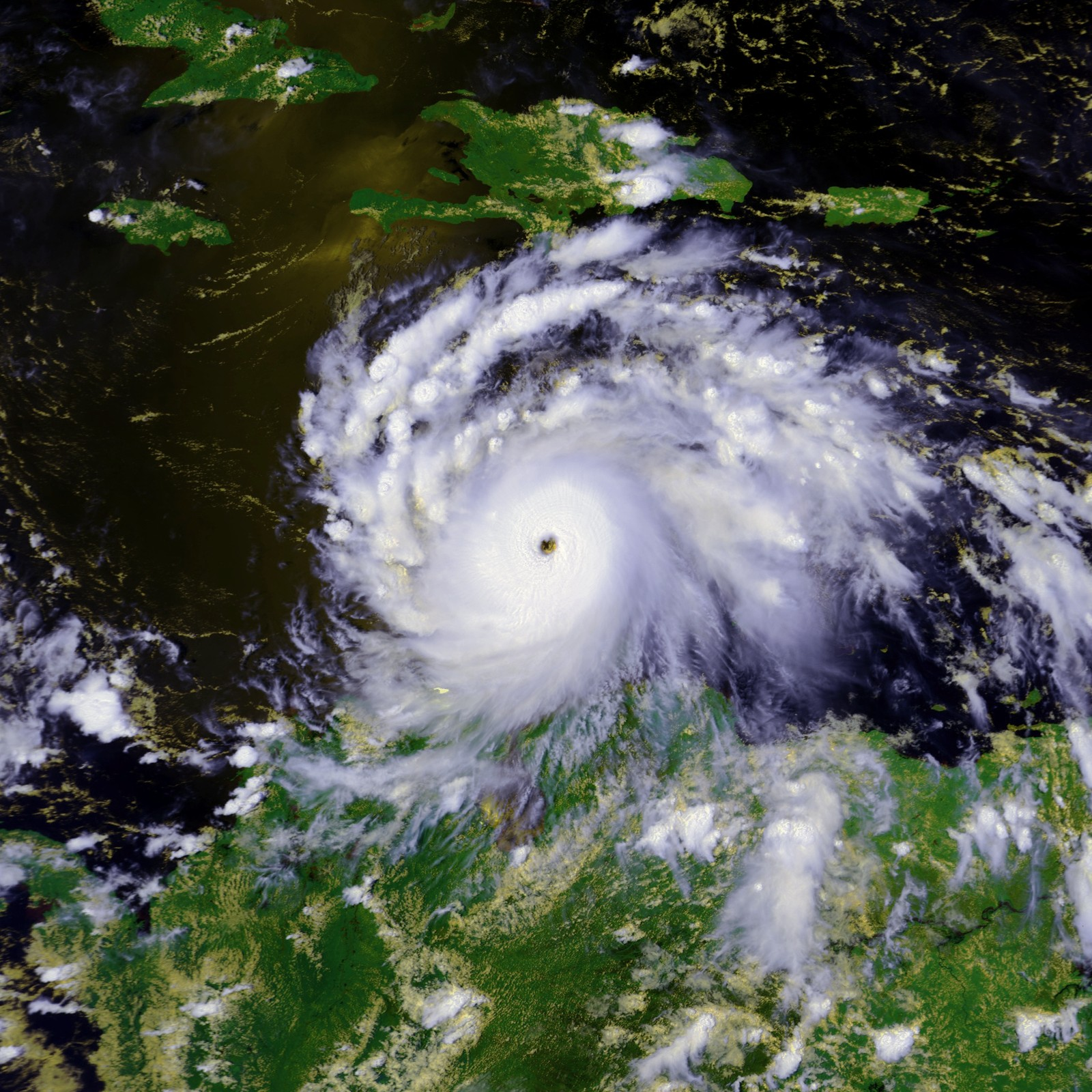
Felix 2007 - hurikán V. kategorie

Jméno Felix nesly čtyři hurikány, po čtvrtém, který dosáhl nejvyšší (V.) kategorie Saffirovy–Simpsonovy stupnice, zabil 133 lidí a zpustošil pobřeží Nikaragui, bylo jméno z databáze vyňato.
- Felix 1989 (1. kategorie)
- Felix 1995 (4. kategorie)
- Felix 2001 (3. kategorie)
- Felix 2007 (5. kategorie)

## Felix jako příjmení
- Felix (příjmení)